# Narmada
Die oder der ca. 1312 km lange Narmada oder Nerbudda (Hindi नर्मदा, in alten Texten Reva genannt) ist einer der heiligen Flüsse Indiens. Sie fließt durch ein Tal südlich des Vindhyagebirges und nördlich des Satpuragebirges in westlicher Richtung und mündet im Bundesstaat Gujarat in die Arabische See.

## Verlauf
Die Narmada entspringt im Osten des Bundesstaates Madhya Pradesh beim Ort Amarkantak. Sie windet sich auf den ersten 320 km ihres Laufes zwischen den Hügeln des Mandla-Hochlandes, die den Beginn des Satpuragebirges bilden. Bei der Stadt Jabalpur wird der Flusslauf durch Marmorfelsen (Bhedaghat) eingekeilt, anschließend fließt sie durch das vom Vindhya- und Satpuragebirge gebildete Tal in südwestliche Richtung. Die etwa 20 km lange Trichtermündung liegt nördlich von Surat im Golf von Khambhat am Arabischen Meer.

## Einzugsgebiet und Flusssystem
Das Einzugsgebiet umfasst die nördlichen Abhänge des Satpuragebirges, nicht aber jene des nördlich begrenzenden Vindhya-Hochlandes, dessen Gewässer in die Flüsse Yamuna und Ganges fließen. Der längste Nebenfluss ist der Tawa. Zusammen mit dem Vindhya-Gebirge bildet die Narmada eine Art Grenze zwischen dem nördlichen Indien (insbesondere die Gangesebene) und dem südlichen Indien (Dekkan).

## Kulturelle Bedeutung
Die Narmada wird nach dem Ganges und der Yamuna als heiligster Fluss Indiens angesehen. Aus diesem Grund befinden sich an seinem Lauf viele Pilgerstätten (z. B. Maheshwar und Omkareshwar in Madhya Pradesh). Als besonders fromme Wallfahrt gilt es, von der Quelle bis zur Mündung und anschließend auf der anderen Flussseite zurück zu pilgern. Diese Pilgerreise kann bis zu zwei Jahre in Anspruch nehmen.
Im Gebiet von Narmadapuram entdeckte der Geologe Arun Sonakia im Jahr 1982 ein steinzeitliches Schädeldach, das mindestens 236.000 Jahre alt ist, als Narmada Man („Narmada-Mensch“) bezeichnet und Homo erectus zugeschrieben wird. Es gilt als das älteste Fossil der Gattung Homo Südasiens. Im Narmadatal wurden auch knöcherne Reste größerer ausgestorbener Säugetiere aus dem Pleistozän gesichert. Somit stellt das Tal die bedeutendste Fundregion Südasiens für das Pleistozän dar.

## Nutzung
Der westliche Abschnitt des Flusses wird nicht nur zur Bewässerung verwendet, sondern auch zur Schifffahrt. In der Monsunzeit können auch größere Schiffe in bestimmten Gebieten mitunter den Fluss befahren.
Im Unterlauf des Flusses ist seit 1961 ein großer Staudamm mit einem Wasserkraftwerk mit 1450 MW im Bau, der zum stark umstrittenen Sardar-Sarovar-Bewässerungsprojekt gehört (siehe Sardar-Sarovar-Talsperre). Gegner dieses Projekts formten die Bewegung Narmada Bachao Andolan (Hindi नर्मदा बचाओ आंदोलन, „Rettet-die-Narmada-Bewegung“) unter der Führung von Medha Patkar. Auch die indische Schriftstellerin Arundhati Roy hat sich als Gegnerin des Staudamm-Projekts hervorgetan. Im Jahr 1999 wurden allerdings die Hoffnungen der Bewegung durch ein Urteil des obersten Gerichtshofs zunichtegemacht. Der Staudamm wurde 2017 eingeweiht.